# Badminton-Europameisterschaft für Behinderte 2016
Die X. Badminton-Europameisterschaft für Behinderte, offiziell BWF European Para-Badminton Championships 2016, fand vom 27. bis 30. Oktober 2016 im niederländischen Beek statt.

## Wettbewerbe
Die Damendoppel der Klassen SH6 (Kleinwüchsige) und SU5 (Behinderung der oberen Gliedmaßen) wurden lediglich als Demonstrationswettbewerbe durchgeführt. An Stelle eines Herrendoppels der Klasse SH6 fand ein gemischter Wettbewerb mit der Teilnahme von Damenteams statt.

## Medaillengewinner
| Disziplin    | Klasse  | Gold                                   | Silber                             | Bronze                              |
| ------------ | ------- | -------------------------------------- | ---------------------------------- | ----------------------------------- |
| Herreneinzel | SH6     | Krysten Coombs                         | Niall McVeigh                      | Jack Shephard                       |
| Herreneinzel | SH6     | Krysten Coombs                         | Niall McVeigh                      | Andrew Martin                       |
| Herreneinzel | SL3     | Daniel Bethell                         | Pascal Wolter                      | Mathieu Thomas                      |
| Herreneinzel | SL3     | Daniel Bethell                         | Pascal Wolter                      | Colin Leslie                        |
| Herreneinzel | SL4     | Lucas Mazur                            | Rickard Nilsson                    | Paul Edinger                        |
| Herreneinzel | SL4     | Lucas Mazur                            | Rickard Nilsson                    | Antony Forster                      |
| Herreneinzel | SU5     | İlker Tuzcu                            | Bartłomiej Mróz                    | Méril Loquette                      |
| Herreneinzel | SU5     | İlker Tuzcu                            | Bartłomiej Mróz                    | David Jack Wilson                   |
| Herreneinzel | WH1     | Thomas Wandschneider                   | David Toupé                        | Connor Dua-Harper                   |
| Herreneinzel | WH1     | Thomas Wandschneider                   | David Toupé                        | Juri Stepanow                       |
| Herreneinzel | WH2     | Martin Rooke                           | Jordy Brouwer von Gonzenbach       | Thomas Puska                        |
| Herreneinzel | WH2     | Martin Rooke                           | Jordy Brouwer von Gonzenbach       | Gobi Ranganathan                    |
| Dameneinzel  | SH6     | Rachel Choong                          | Rebecca Bedford                    | Maria Bartusz                       |
| Dameneinzel  | SL4     | Katrin Seibert                         | Faustine Noël                      | Veronique Braud                     |
| Dameneinzel  | SU5     | Cathrine Rosengren                     | Astrid Lilhav Riis                 | Megan Hollander                     |
| Dameneinzel  | SU5     | Cathrine Rosengren                     | Astrid Lilhav Riis                 | Julie Thrane                        |
| Dameneinzel  | WH1     | Karin Suter-Erath                      | Valeska Knoblauch                  | Henriett Koósz                      |
| Dameneinzel  | WH1     | Karin Suter-Erath                      | Valeska Knoblauch                  | Nina Gorodetzky                     |
| Dameneinzel  | WH2     | Emine Seçkin                           | Narin Uluç                         | Pamela Masse                        |
| Dameneinzel  | WH2     | Emine Seçkin                           | Narin Uluç                         | Fiona Christie                      |
| Mixed        | SH6     | Krysten Coombs Jack Shephard           | Andrew Martin Niall McVeigh        | Isaak Dalglish Robert Laing         |
| Mixed        | SH6     | Krysten Coombs Jack Shephard           | Andrew Martin Niall McVeigh        | Alexander Mekhdiev Andrew Moorcroft |
| Herrendoppel | SL3-SL4 | Lucas Mazur Mathieu Thomas             | Marcel Adam Simón Cruz Mondejar    | Jan-Niklas Pott Pascal Wolter       |
| Herrendoppel | SL3-SL4 | Lucas Mazur Mathieu Thomas             | Marcel Adam Simón Cruz Mondejar    | Daniel Bethell Bobby Griffin        |
| Herrendoppel | SU5     | Bartłomiej Mróz İlker Tuzcu            | Méril Loquette David Jack Wilson   | Mikhail Chiviksin Oleg Dontsov      |
| Herrendoppel | SU5     | Bartłomiej Mróz İlker Tuzcu            | Méril Loquette David Jack Wilson   | James Binnie Mark Modderman         |
| Herrendoppel | WH1-WH2 | Connor Dua-Harper Thomas Wandschneider | Martin Rooke David Toupé           | Pawel Popow Juri Stepanow           |
| Herrendoppel | WH1-WH2 | Connor Dua-Harper Thomas Wandschneider | Martin Rooke David Toupé           | David Holz Young-Chin Mi            |
| Damendoppel  | WH1-WH2 | Emine Seçkin Karin Suter-Erath         | Valeska Knoblauch Elke Rongen      | Lilija Prokofjewa Man-Kei To        |
| Damendoppel  | WH1-WH2 | Emine Seçkin Karin Suter-Erath         | Valeska Knoblauch Elke Rongen      | Mine Korkmaz Narin Uluç             |
| Mixed        | SH6     | Andrew Martin Rachel Choong            | Jack Shephard Rebecca Bedford      | Isaak Dalglish Maria Bartusz        |
| Mixed        | SL3-SU5 | Lucas Mazur Faustine Noël              | Geoffrey Byzery Cathrine Rosengren | Hugo Saumier Veronique Braud        |
| Mixed        | SL3-SU5 | Lucas Mazur Faustine Noël              | Geoffrey Byzery Cathrine Rosengren | Peter Schnitzler Katrin Seibert     |
| Mixed        | WH1-WH2 | Martin Rooke Karin Suter-Erath         | David Toupé Narin Uluç             | Avni Kertmen Emine Seçkin           |
| Mixed        | WH1-WH2 | Martin Rooke Karin Suter-Erath         | David Toupé Narin Uluç             | Young-Chin Mi Valeska Knoblauch     |

## Medaillenspiegel
| Platz | Land                       | Gold | Silber | Bronze | Gesamt |
| ----- | -------------------------- | ---- | ------ | ------ | ------ |
| 1     | England                    | 7    | 3      | 7      | 17     |
| 2     | Frankreich                 | 3    | 4      | 6      | 13     |
| 3     | Türkei                     | 3    | 1,5    | 2      | 6,5    |
| 4     | Deutschland                | 2,5  | 3,5    | 4      | 10     |
| 5     | Schweiz                    | 2    | 0      | 0      | 2      |
| 6     | Dänemark                   | 1    | 1,5    | 1      | 3,5    |
| 7     | Polen                      | 0,5  | 1      | 1,5    | 3      |
| 8     | Irland                     | 0    | 1,5    | 0,5    | 2      |
| 9     | Königreich der Niederlande | 0    | 1      | 1,5    | 2,5    |
| 10    | Schweden                   | 0    | 1      | 0      | 1      |
| 11    | Wales                      | 0    | 0,5    | 1      | 1,5    |
| 12    | Spanien                    | 0    | 0,5    | 0      | 0,5    |
| 13    | Russland                   | 0    | 0      | 4      | 4      |
| 14    | Schottland                 | 0    | 0      | 3      | 3      |
| 15    | Finnland                   | 0    | 0      | 1      | 1      |
| 15    | Israel                     | 0    | 0      | 1      | 1      |
| 15    | Österreich                 | 0    | 0      | 1      | 1      |
| 16    | Belgien                    | 0    | 0      | 0,5    | 0,5    |
| Summe | Summe                      | 19   | 19     | 35     | 83     |